# Marija Borowiczenko
Marija Siergiejewna Borowiczenko (ros. Мария Сергеевна Боровиченко, ukr. Марія Сергіївна Боровиченко, ur. 21 października 1925 we wsi Myszełowka (obecnie część Kijowa), zm. 14 lipca 1943 k. wsi Orłowka w obwodzie biełgorodzkim) – radziecka sanitariuszka, odznaczona pośmiertnie Złotą Gwiazdą Bohatera Związku Radzieckiego (1965).

## Życiorys
Była narodowości ukraińskiej. Do 1941 skończyła 8 klas szkoły w Kijowie i kursy sanitariuszek. Gdy w sierpniu 1941 niemieckie wojska zbliżały się do Kijowa, udała się do sztabu 5 Brygady Powietrznodesantowej dowodzonej przez Aleksandra Rodimcewa, którego poprosiła o przyjęcie do armii. Została instruktorką sanitarną 1 batalionu piechoty 5 Brygady Powietrznodesantowej, a w listopadzie 1941 instruktorką sanitarną 197 pułku artylerii/32 gwardyjskiego pułku artylerii. Od sierpnia 1941 do lipca 1942 uczestniczyła w walkach na Froncie Południowo-Zachodnim, od września 1942 do stycznia 1943 Stalingradzkim, od stycznia do lutego 1943 Dońskim, a w lipcu 1943 Woroneskim, w tym w obronie Kijowa, walkach w rejonie Konotopu, Kurska, Biełgorodu i Charkowa, w operacji woroszyłowgradzkiej, w bitwie pod Stalingradem i pod Kurskiem. 14 lutego 1943 została odznaczona Medalem „Za zasługi bojowe”. Była instruktorką sanitarną 32 gwardyjskiego pułku piechoty 13 Gwardyjskiej Dywizji Piechoty 32 Gwardyjskiego Korpusu Piechoty 5 Gwardyjskiej Armii Frontu Woroneskiego w stopniu starszego sierżanta służby medycznej. 14 lipca 1943 podczas walk w rejonie wsi Orłowka w obwodzie biełgorodzkim wyniosła z pola walki dwóch rannych żołnierzy, a podczas próby ratowania trzeciego rannego została trafiona i zginęła. 8 maja 1965 pośmiertnie otrzymała tytuł Bohatera Związku Radzieckiego i Order Lenina. Jej imieniem nazwano ulice w Kijowie i miejscowościach Iwnia i Orłowka.